# Fermín Chávez
Fermín Chávez (Nogoyá, 13 de juliol de 1924 - Buenos Aires, 28 de maig de 2006) va ser un historiador, poeta i periodista argentí, deixeble de José María Rosa.

## Biografia
Fill d'un radical yrigoyenista, Chávez va cursar Humanitats a Córdoba, Filosofia a Buenos Aires, i va dedicar tres anys a estudiar Teologia, Dret canònic, Arqueologia i hebreu antic a Cusco.
Juntament amb altres intel·lectuals catòlics, com José María Castiñeira de Dios, es va incorporar al peronisme, corrent polític del qual seria militant actiu durant la resta de la seva vida. El 1950 va conèixer a Eva Perón i es va integrar al seu cercle d'amistats personals. Després del cop d'Estat que va enderrocar a Perón en 1955, va participar intensament en la Resistència Peronista, el moviment clandestí d'oposició a la dictadura del general Aramburu. El 1973 va formar part de la delegació que va acompanyar el retorn de Perón a l'Argentina. Va ocupar diversos càrrecs públics durant els governs justicialistes, i va ser professor a les universitats nacionals de Buenos Aires, La Plata i Lomas de Zamora.
La seva carrera periodística va començar en 1947 en el periòdic nacionalista Tribuna. Va escriure després en diverses publicacions peronistes com El Líder i Democràcia, en els diaris La Capital (de Rosario), La Opinión, Mayoría i Clarín, i en les revistes El Hogar, CGT, Dinámica Social, Todo es Historia, Crisis (per a la qual va realitzar diversos quaderns sobre temes històrics) i Caras y Caretas (quan va reaparèixer el 1982). El 1949 va fundar la revista de poesia Nombre, i el 1967 Ahijuna. També va col·laborar en revistes, diccionaris i enciclopèdies. Va ser el cap de premsa de la companyia estatal YPF de 1970 a 1973, i va treballar en la premsa del Govern de la ciutat de Buenos Aires durant l'administració del general José Embrioni, des de 1973. També va ser professor d'Història de l'Educació a la Facultat de Filosofia i Lletres de la Universitat de Buenos Aires.
Com revisionista, va qüestionar la tradicional versió oficial de la història de l'Argentina, així com el discurs dels pares fundadors de tessitura perfecta, en aquells dies posicionats com a ídols inqüestionables. Va escriure més de 40 llibres sobre diferents aspectes de la història nacional, com ara el cabdillatge, el peronisme, Che Guevara, entre d'altres, i va supervisar una edició de les obres completes de Juan Domingo Perón. També va completar la Història argentina de José María Rosa. El 2004, va treure a la llum la Història y antología de la poesia gauchesca. A partir d'aquest punt la producció de Chávez pren un nou impuls escrivint Vida y muerte de López Jordán (1957), José Hernández (1959), Alberdi y el mitrismo (1961), Poesía rioplatense en estilo gaucho (1962) i Vida del Chacho (1962), als quals se sumen Busaniche, la cultura en la época de Rosas, Historia del país de los argentinos, etc.
Des de 1974 vivia en una casa plena de llibres al carrer Chile, al tradicional barri de San Telmo de Buenos Aires. El 2003, per Llei 1090, la Ciutat de Buenos Aires el va declarar ciutadà il·lustre. El 1973 i 1974 va ensenyar la matèria d'Història Argentina a la Facultat de Filosofia i Lletres de la UBA. Com a periodista i columnista va treballar en Crítica, Panorama, La Prensa, El Hogar, Crisis y Megafón.
Fermín Chávez va morir als 81 anys, el 28 de maig de 2006 a les 8.45h, en el Sanatorio Julio Méndez de la ciutat de Buenos Aires, després d'una descompensació cardíaca. Es trobava summament afectat per la mort del seu fill Fermín Ricardo en un accident aeri al març de 2006.
Un carrer de la ciutat de Nogoyá porta el seu nom.

## Obra
Fermín Chávez va publicar més de 46 llibres, entre ells El liberalismo y el mayismo en la historia y en la cultura argentinas (1956), Vida y muerte de López Jordán (1957), José Hernández, periodista, político y poeta (1959), Perón y el peronismo en la historia contemporánea, vol. 1 (1975), Historicismo e iluminismo en la cultura argentina (1977), La recuperación de la conciencia nacional (1983), Perón y el justicialismo (1985), Porque esto tiene otra llave. De Wittgenstein a Vico (1994), La conciencia nacional (1996), Alpargatas y libros, vols. I y II (2003/2004), Historia del país de los argentinos (1967). A més llibres de poemes com Como una antigua queja, Una provincia del Este (1951), Poemas con fusilados y proscriptos (1964), entre altres
Al desembre de 1956 va publicar la seva obra Civilización y barbarie, obra que revoluciona el camp intel·lectual de l'època.
Gran part dels seus escrits sobre història política i de les idees, segueixen els ensenyaments de Rodolfo Mondolfo, Nimio de Anquin i Viktor Frankl.
Ha tingut càtedres en diverses universitats, com la Universitat de Buenos Aires, la Universitat de La Plata i la Universitat de Lomas de Zamora, i càrrecs nacionals i municipals.

## Publicacions
Va ser un destacat exponent del revisionisme històric. Va publicar més de 40 obres, a més de continuar la Historia argentina de José María Rosa. Algunes d'elles són:
- Civilización y barbarie en la historia de la cultura argentina, 1a ed. Buenos Aires: Trafac, 1956; 2a ed. 1965; 3a ed. corregida i ampliada, Buenos Aires: Theoría, 1974.
- La historia a la vuelta de casa (con Ignacio Corbalán). Buenos Aires: Centro Editor de América Latina, 1971.
- José Hernández. Buenos Aires: Ediciones Culturales Argentinas, 1a ed, 1959; Buenos Aires: Plus Ultra, 2a ed, 1973
- Alberdi y el mitrismo. Buenos Aires: Peña Lillo, 1961.
- Poesía rioplatense en estilo gaucho. Buenos Aires: Ediciones Culturales Argentinas, 1962.
- José Luis Busaniche. Buenos Aires: Ediciones Culturales Argentinas, 1964.
- La vuelta de José Hernández. Del federalismo a la república liberal. Buenos Aires: Theoría, 1973
- La cultura en la época de Rosas. Aportes a la descolonización mental de la Argentina. Buenos Aires: Theoría, 1973
- Perón y el peronismo en la historia contemporánea. Buenos Aires: Oriente, 1975. ISBN 950-9048-34-8
- Eva Perón en la historia. Buenos Aires: Oriente, 1986. ISBN 950-9048-44-5
- Eva Perón sin mitos. Buenos Aires: Fraterna, 1990. ISBN 950-9097-92-6 (edició ampliada i corregida Buenos Aires: Theoría, 1996. ISBN 987-9048-11-3).
- Aquí me pongo a cantar: poetas y trovadores del Plata. Buenos Aires: Theoría, 1993. ISBN 987-99211-1-9
- Historicismo e Iluminismo en la cultura argentina.Buenos Aires: Centro Editor de América Latina, 1982. ISBN 950-25-0640-5
- Perón y el justicialismo. Buenos Aires: Centro Editor de América Latina, 1984
- Historia del país de los argentinos. 3a ed. Buenos Aires: Theoría, 1978 (7a ed, corregida i ampliada. Buenos Aires: Theoría, 1985).
- El Pensamiento Nacional- breviario e itinerario Buenos Aires: Nueva Generación-Pleamar, 1999.
- La chispa de Perón: El arte de la política en setenta relatos con humor, sarcasmo y sentencia. San Martín (Buenos Aires): Cántaro, 1990. ISBN 950-99091-8-1
- Vida y muerte de López Jordán. Buenos Aires: Theoría, 1957.
- Una provincia al este (poemas). Editorial de Entre Ríos, 1993 (reed.).
- La libreta de Rosas. Buenos Aires: Instituto Nacional de Investigaciones Históricas Juan Manuel de Rosas, 1995.
- De don Juan Bautista a don Juan Manuel. Buenos Aires: Instituto Nacional de Investigaciones Históricas Juan Manuel de Rosas, 1997.
- Castañeda. Buenos Aires: Instituto Nacional de Investigaciones Históricas Juan Manuel de Rosas, 1998. ISBN 987-9278-09-7
- El peronismo visto por Víctor Frankl. Buenos Aires: Theoría, 1999. ISBN 987-9048-30-X
- Poemas con matreros y matreras. Buenos Aires: Theoría, 1999. ISBN 987-9048-26-1
- Herder, el alemán matrero. Buenos Aires: Nueva Generación, 2004. ISBN 987-43-7390-3
- Alpargatas y libros - Diccionario de peronistas de la cultura. Buenos Aires: Theoría, 2004. ISBN 987-9048-51-2
- 45 poemas paleoperonistas (amb Aurora Venturini. Buenos Aires: Pueblo Entero, 1997. ISBN 987-9148-01-0
- Diez hijos de Evita (Pròleg d'Ángel Núñez). Buenos Aires: Nueva Generación, 2005. Col·lecció Conciencia Nacional: Historia. ISBN 987-9030-49-4
- Otra vuelta con Martín Fierro. Buenos Aires: Theoría, 1999. ISBN 987-9048-28-8
- Flora y fauna en el Martín Fierro. Paraná: Editorial de Entre Ríos, 1997. ISBN 950-686-060-2
- La conciencia nacional: Historia de su eclipse y recuperación. Buenos Aires: Theoría. ISBN 987-99211-9-4
- Goya en la Argentina: El castigo de un genio equívoco. Buenos Aires: Pueblo Entero, 1995. ISBN 987-99211-6-X
- Porque esto tiene otra llave. De Wittgenstein a Vico. Buenos Aires: Pueblo Entero, 1992. ISBN 987-99211-2-7
- ¿Social-democracia, por qué?. Buenos Aires: Pequén, 1984. ISBN 950-9333-05-0
- Vida del Chacho. Buenos Aires: Theoría, 1a ed, 1962; 2a ed ampliada, 1967; 3a ed ampliada, 1974.
- El Che, Perón y León Felipe. Buenos Aires: Nueva Generación, 2002.
- Historia y antología de la poesía gauchesca. Buenos Aires: Margus, 2004. ISBN 950-9534-08-0.
- Siete escolios sobre Peron. Buenos Aires: Theoría, 2000. ISBN 987-9048-38-5
- Evita hay una sola. Buenos Aires: Corregidor, 1999. ISBN 950-05-1233-5

Va continuar la Historia argentina de José María Rosa, escrivint els volums del 15 al 21 en col·laboració amb Enrique Manson i altres autors:
- Tomo 14: El justicialismo (amb Juan C. Cantoni, Enrique Manson et al.) Buenos Aires: Oriente, 1993.
- Tomo 15: El antiperonismo (amb Juan C. Cantoni, Enrique Manson et al.) Buenos Aires: Oriente, 1993.
- Tomo 16: La «Revolución argentina» (amb Juan C. Cantoni, Enrique Manson et al.) Buenos Aires: Oriente, 1993. ISBN 950-810-024-9
- Tomo 17: El retorno (amb Juan C. Cantoni, Enrique Manson et al.) Buenos Aires: Oriente, 1993. ISBN 950-810-025-7
- Tomo 18: Estudios introductorios. Buenos Aires: Nazhira Equipo, 2004. ISBN 987-95511-8-4
- Tomo 19: El proceso. Buenos Aires: Nazhira Equipo, 2004. ISBN 987-95511-9-2
- Tomo 20: Del mundial al conflicto. Buenos Aires: Nazhira Equipo, 2004. ISBN 987-21726-0-9
- Tomo 21: La guerra de las Malvinas y la democracia maniatada. Buenos Aires: Nazhira Equipo, 2004. ISBN 987-21726-1-7

A més, va escriure a més nombrosos articles i assaigs incorporats a altres obres, com:
- el pròleg a John William Cooke: el diputado y el político (Buenos Aires: Círculo de Legisladores de la Nación Argentina, 1998; sèrie Vidas, ideas y obras de los legisladores argentinos; 16. ISBN 987-9336-04-6)
- el treball que acompanya la reedició facsímil de la Constitució de 1949 (Buenos Aires: Adrifer Libros, 2000. ISBN 987-98495-0-7)
- les compilacions de La jornada del 17 de octubre por cuarenta y cinco autores (Buenos Aires: Corregidor, 1996. ISBN 950-05-0903-2)
- La vuelta de Don Juan Manuel: 110 autores y protagonistas hablan de Rosas (Buenos Aires: Theoría, 1991)
- la introducció, selecció de textos i notes de La Confederación: un proyecto nacional olvidado (Buenos Aires: Editorial del Noroeste, 1976).